# Le Train de Nulle Part
Le Train de Nulle Part est un roman français de Michel Dansel publié en 2004 chez Pascal Petiot Editions sous le pseudonyme de Michel Thaler. Sa caractéristique est de ne contenir aucun verbe,.

« Quelle aubaine ! Une place de libre, ou presque, dans ce compartiment. Une escale provisoire, pourquoi pas ! Donc, ma nouvelle adresse dans ce train de nulle part : voiture 12, 3e compartiment dans le sens de la marche. Encore une fois, pourquoi pas ? – Bonjour Messieurs Dames. Un segment du voyage avec vous ! Ou peut-être pas ! Tout comme la totalité de l’itinéraire, du moins le mien ! »

— Incipit du Train de Nulle Part.

## Réception et critiques
Dans l'introduction, l'auteur accuse : « Le verbe cet envahisseur, ce dictateur, cet usurpateur de notre littérature depuis toujours ! » Cet appel aux armes « à tous les partisans de ce nouveau mouvement » a déclenché des réactions plutôt hostiles des critiques littéraires.
Un article du Wall Street Journal du 25 juillet 2004 relate la critique lapidaire parue dans le magazine Lire : « Un mauvais texte par un élève de 11 ans (a bad paper by an 11-year-old student.) ». Ce même article, d'ailleurs écrit sans aucun verbe, mentionne la déception de Dansel face au conservatisme du « petit monde » des cercles littéraires français.